# Josep Baruel i Coll
Josep Baruel i Coll (1924-2011) fou un jesuïta, professor i membre fundador de l'Escola Superior d'Administració i Direcció d'Empreses (ESADE).
Josep Baruel es va doctorar en filosofia, amb una tesi sobre psicologia de les organitzacions a la Universitat de Barcelona i cursà estudis de postgrau als Estats Units a la Universitat de Nova York. Després de tornar a Catalunya, el 1958 es va unir al grup de joves jesuïtes i empresaris que fundaren ESADE a Barcelona. Als Estats Units havia estudiat Máster en Management, que va ser traduït per primer cop a Espanya com a ciències empresarials.
Josep Baruel va estudiar les empreses que es desplaçaven des de Barcelona ciutat cap a l'àrea metropolitana, amb la conclusió que hi havia factors emocionals a més de racionals. Durant un llarg procés d'investigació, va rebre el suport de la Fundació Rubiralta.
Josep Baruel va introduir a Espanya una branca de la psicologia moderna anomenada dinàmica de grups. Els participants, des de joves universitaris fins a directius i empresaris, descobrien facetes de la infància en programes dissenyats per millorar les facultats per la presa de decisions, afrontar riscos i moure's en situacions d'ambigüitat. ESADE, amb els anys, es convertí en el millor centre d'orientació professional per joves directius i emprenedors. També va divulgar les pràctiques de gestió personal o coaching, que va introduir a partir del seu laboratori de dinàmica de grups des de 1974. Així es va convertir en promotor del consell professional, de l'orientació de carreres directives amb una rigorosa base d'estadística matemàtica, psicologia i filosofia. En els darrers anys fou professor honorari del Departament de Direcció de Recursos Humans d'ESADE.

## Obres publicades
- Cultura de empresa y Unión Europea: relaciones entre la cultura de las empresas y su competitividad en la UE (2001)
- Análisis o intuición: dos opciones en el establecimiento de estrategias de las empresas mayores españolas (1998)
- El ocio en el horizonte de la sociedad industrializada (1997)[2]
- La direccion de personal en España dentro del movimiento europeo (1994)[2]
- Observatorio organizativo-92: empresas, estrategias, sistemas de información y recursos humanos (1992)
- El desplazamiento industrial y sus efectos en la moral laboral (1974). Editorial Hispano Europea.